# Puente la Reina
Puente la Reina (baskisch Gares) ist eine Gemeinde mit 2.930 Einwohnern (Stand: 2024) in der autonomen Region Navarra (Spanien). In Puente la Reina vereinigen sich der aragonesische und der navarresische Zweig des Jakobsweges; der gemeinsame Weg überquert den Fluss Arga über die gleichnamige Brücke.

## Geschichte
Name und Entwicklung sind mit der von der navarresischen Königin Dona Mayor, Frau des Königs Sancho Mayor, oder ihrer Schwiegertochter gestifteten Brücke verbunden. Bei aller Unsicherheit bezüglich der Stifterin ist der Zeitpunkt des Baus der Brücke (in der ersten Hälfte des 11. Jahrhunderts) gesichert.
Weil Flussüberquerungen gefährlich, Umwege weit und Fährdienste teuer waren, konzentrierten sich die Pilgerströme bald auf diese Brücke. Es folgten die Ansiedlung von Franken und die Gründung eines Marktfleckens. Die Entwicklung der Stadt ist ein Beispiel für die Infrastrukturprojekte dieser Zeit und ihre Wirkung. Der Vorgang ist am Jakobsweg in vergleichbarer Form häufig zu finden.
1122 erhielt Puenta la Reina die Stadtrechte, ab 1235 begann der Bau der Stadtmauer. Es folgte die Schenkung der Stadt durch García IV. an die Templer. Nach deren Auflösung zu Beginn des 14. Jahrhunderts ging sie auf die Johanniter über.

## Politik

### Ergebnisse der Gemeinderatswahlen 2011 und 2015
| Partei                                | Sitze 2011 | Sitze 2015 |
| ------------------------------------- | ---------- | ---------- |
| Bildu EA-Alternatiba (Bildu)          | 3          | 4          |
| Agrupación Ximénez de Rada (AXR)      | 4          | 4          |
| Agrupación Electoral Puentesina (AEP) | 4          | 2          |
| Unión del Pueblo Navarro (UPN)        | –          | 1          |

### Bürgermeister
| Amtszeit  | Bürgermeister           | Partei |
| --------- | ----------------------- | ------ |
| 1979–1987 | Feliciano Vélez Medrano | AEP    |
| 1987–1991 | Antonio Martínez Lautre | AXR    |
| 1991–1995 | Xabier Vélez Medrano    | HB     |
| 1995–1996 | Carmen Etayo            | AEP    |
| 1997–1999 | Xabier Vélez Medrano    | HB     |
| 1999–2003 | Eva Erro Ochoa          | AXR    |
| 2003–2007 | Eva Erro Ochoa          | AXR    |
| 2007–2011 | Feliciano Vélez         | AEP    |
| seit 2011 | Fidel Aracama Azcona    | AEP    |

## Kultur und Sehenswürdigkeiten
- Iglesia del Crucifijo/Kruzifix-Kirche
Kirche des ehemaligen Templerklosters (13./14. Jahrhundert) mit einem romanischen Portal von der vorherigen Kapelle stammend und einem Y-Kreuz des Weichen Stils der Spätgotik als Besonderheiten. Letzteres soll aus dem Rheinland stammen.

- Santiago-Kirche
12.–16. Jahrhundert, mit einem typisch navarrischen romanischen Zackenportal. Der Turm stammt aus dem 18. Jahrhundert, am Portal verwitterte Szenen der Schöpfungsgeschichte, innen Holzfigur Santiago Peregrino mit Stab und Muschel aus dem 14. Jahrhundert

- Beachtenswert sind auch die alten, wappengeschmückten Adels- und Bürgerhäuser entlang der alten Hauptstraße. Bei vielen finden sich kunstvoll gearbeitete Dachsparren, ein Charakteristikum navarrischer Architektur.

## Städtepartnerschaften
Partnergemeinden von Puente la Reina sind Saint-Sever in Frankreich (seit 1973) und Santa Sofia in Italien.